# Makrokylindrus longicaudatus
Makrokylindrus longicaudatus är en kräftdjursart som först beskrevs av Gaston Bonnier 1896.  Makrokylindrus longicaudatus ingår i släktet Makrokylindrus och familjen Diastylidae. Inga underarter finns listade i Catalogue of Life.